# スティーヴン・ロブ
スティーヴン・ロブ（Steven Robb, 1982年3月8日 - ）は、スコットランド出身の元サッカー選手。

## 来歴
2001年、ダンディーFCでキャリアをスタートさせる。2004-05シーズン終了後にチームがファーストディヴィジョンに降格すると、ロブは残留することを決めたが、翌年昇格に失敗すると、ダンディーとライバル関係にあるダンディー・ユナイテッドFCに移籍。しかし断続的な負傷により満足な結果を出せず、2007-08シーズン終了後、セント・ミレンFCに移籍。2011年、タイ・プレミアリーグのタイ・ポートFCに移籍。